# Tullio Serafin
Tullio Serafin   (Rottanova i Cavarzere, 1 de setembre de 1878 - Roma, 2 de febrer de 1968) va ser un director d'orquestra italià, un dels més famosos del seu temps.

## Biografia
Tullio Serafin va ser un destacat director d'òpera italià amb una llarga carrera i un repertori molt ampli que va fer reviure moltes òperes belcantistes del segle xix de Bellini, Rossini i Donizetti per convertir-se en elements bàsics del repertori del segle xx. Va tenir una reputació inigualable com a professor de joves cantants d'òpera i va aprofitar i desenvolupar els talents considerables de Renata Tebaldi i Maria Callas.
Nascut a Rottanova (Cavarzere), prop de Venècia, i format a Milà, va tocar la viola a l'Orquestra de La Scala de Milà sota la direcció d'Arturo Toscanini, i després va ser nomenat director adjunt. Va assumir el càrrec de director musical a La Scala quan Toscanini va marxar per anar a Nova York, i va servir entre 1909-1914, 1917-1918, i va tornar breument després de la Segona Guerra Mundial, 1946-1947.
Es va incorporar a l'equip de direcció de la Metropolitan Opera l'any 1924, i va romandre durant una dècada, després de la qual va esdevenir el director artístic del Teatro Reale de Roma. Durant la seva llarga trajectòria va contribuir a la carrera de molts cantants importants, com Rosa Ponselle, Magda Olivero, Joan Sutherland, Renata Tebaldi i, sobretot, Maria Callas, amb qui va col·laborar en nombrosos enregistraments.
El mestre Serafin era molt apreciat a Buenos Aires. Durant nou temporades al Teatre Colón entre 1914 i 1951, va dirigir 368 representacions d'òpera de 63 òperes diferents. Això incloïa moltes òperes que poques vegades es representen, per compositors com Franco Alfano, Alfredo Catalani, Umberto Giordano, Jules Massenet, Italo Montemezzi, Claudio Monteverdi, Ildebrando Pizzetti, Ottorino Respighi, Nikolai Rimski-Kórsakov i Riccardo Zandonai.
Serafin va ser fonamental per ampliar el repertori, dirigint les estrenes italianes d'obres d'Alban Berg, Paul Dukas i Benjamin Britten. També va dirigir importants estrenes mundials de compositors italians i americans, com Franco Alfano, Italo Montemezzi, Deems Taylor i Howard Hanson. La seva fillola va ser la soprano Claudia Pinza Bozzolla.

## Discografia d'estudi
| - Verdi Rèquiem (Caniglia, Stignani, Gigli, Pinza; 1939) EMI - Un ballo in maschera (Caniglia, Barbieri, Gigli, Bechi; 1943) EMI - Il barbiere di Siviglia (Victoria de los Ángeles, Monti, Bechi, Luise, Rossi-Lemeni; 1952) EMI - Lucia di Lammermoor (Callas, Giuseppe di Stefano, Gobbi, Arié; 1953) EMI - I puritani (Callas, Giuseppe di Stefano, Panerai, Rossi-Lemeni; 1953) EMI - Cavalleria rusticana (Callas, Giuseppe di Stefano, Panerai; 1953) EMI - Norma (Callas, Stignani, Filippeschi, Rossi-Lemeni; 1954) EMI - Pagliacci (Callas, Giuseppe di Stefano, Monti, Gobbi, Panerai; 1954) EMI - La forza del destino (Callas, Tucker, Tagliabue, Rossi-Lemeni; 1954) EMI - Aïda (Callas, Barbieri, Tucker, Gobbi, Modesti, Zaccaria; 1955) EMI | - Rigoletto (Callas, Giuseppe di Stefano, Gobbi, Zaccaria; 1955) EMI - La traviata (Stella, Giuseppe di Stefano, Gobbi; 1955) EMI - Linda di Chamounix (Stella, Valletti, Taddei, Barbieri, Capecchi, Modesti; 1956) Philips - Moïse et Pharaon (Mancini, Danieli, Filippeschi, Lazzari, Taddei, Rossi-Lemeni, Clabassi; 1956) Philips - Turandot (Callas, Schwarzkopf, Fernandi, Zaccaria; 1957) EMI - Manon Lescaut (Callas, Giuseppe di Stefano, Fioravanti; 1957) EMI - Médée (Callas, Scotto, Pirazzini, Picchi, Modesti; 1957) Ricordi - Suor Angelica (Victoria de los Ángeles, Barbieri; 1957) EMI - Tosca (Stella, Poggi, Taddei; 1957) Philips - L'elisir d'amore (Carteri, Alva, Panerai, Taddei; 1958) EMI - Madama Butterfly (Tebaldi, Cossotto, Bergonzi, Sordello; 1958) Decca | - Mefistofele (Tebaldi, Danieli, Mario del Monaco, Siepi; 1958) Decca - Lucia di Lammermoor (Callas, Tagliavini, Cappuccilli, Ładysz; 1959) EMI - La traviata (Victoria de los Angeles, Dal Monte, Sereni; 1959) EMI - La bohème (Tebaldi, d'Angelo, Bergonzi, Bastianini, Siepi; 1959) Decca - Cavalleria rusticana (Mario Del Monaco, Simionato, McNeil, Satre, Di Stasio; 1959) Decca - Norma (Callas, Ludwig, Corelli, Zaccaria; 1960) EMI - Otello (Rysanek, Vickers, Gobbi; 1960) RCA Victor - Il trovatore (Stella, Cossotto, Bergonzi, Bastianini; 1962) Deutsche Grammophon - Isabeau (Pobbé, Ferraro, Rola; 1962) Cetra |